# Paride Grillo
Paride Grillo (Varese, 23 de marzo de 1982) es un ciclista italiano ya retirado que fue profesional de 2005 a 2010.
El 3 de enero de 2008 tuvo de un grave accidente de tráfico que le causó varias lesiones y lo mantuvo alejado de las carreras durante toda la temporada. En 2009 dejó el ciclismo momentáneamente y se convirtió en albañil en el negocio familiar. Paride Grillo volvió a la competición en Carmiooro-NGC en 2010.

## Palmarés
2004
- Trofeo Franco Balestra

2005
- 1 etapa del Circuit de Lorraine
- 1 etapa de la Vuelta a Dinamarca

2006
- Gran Premio de la Villa de Rennes
- 1 etapa del  Circuito de la Sarthe
- 1 etapa del  Brixia Tour

2007
- 1 etapa del  Circuito de la Sarthe
- 2 etapas de la Vuelta a Portugal

## Resultados en las grandes vueltas
| Carrera         | 2005  | 2006 | 2007 | 2008 | 2009 | 2010 |
| --------------- | ----- | ---- | ---- | ---- | ---- | ---- |
| Giro de Italia  | 143.º | -    | Ab.  | -    | -    | -    |
| Tour de Francia | -     | -    | -    | -    | -    | -    |
| Vuelta a España | -     | -    | -    | -    | -    | -    |
| Mundial en Ruta | -     | -    | -    | -    | -    | -    |

-: no participa

Ab.: abandono